# Americo Melchionda
Americo Melchionda (Reggio Calabria, 23 febbraio 1971) è un attore e regista italiano.

## Biografia
Nasce a Reggio Calabria, si diploma come attore presso l'Accademia d'Arte Drammatica della Calabria con la direzione artistica di Luciano Lucignani dove studia con Franco Però, Alejandra Manini, Stefano Marcucci, Giovanni Battista Diotauiuti, Edoardo Siravo. Frequenta l'Accademia teatrale Aleksander Zelwerowicz di Varsavia dove incontra Ryszard Olesiński, Jan Englert, Stanislaw Górka, Wanda Szczuka-Pawłowska e gli stage europei presso l’Accademia delle Arti Drammatiche Ernst Busch di Berlino.
Nel 2003 realizza il suo primo cortometraggio Il Colloquio dove ottiene la menzione speciale al Cinecittà Internet Film Festival 2003 Segue, inoltre, diversi maestri di recitazione, partecipando ad alcuni seminari di specializzazione per attori tra cui Il lavoro organico per attori diretto da John Strasberg (2018); Homo Stupidens diretto da Pierre Byland (2015); Playing Shakespeare diretto da Bruce Myers (2014); Il giardino dei ciliegi diretto da Nikolaj Karpov; Pirandello tra realtà e finzione diretto da Walter Manfré. Nei dieci anni successivi alterna il suo lavoro di attore e regista sia in Teatro che in Cinema.
È tra i fondatori della compagnia teatrale Officine Jonike Arti, tra gli ultimi spettacoli interpretati e diretti: L’Uomo è Forte tratto dall’omonimo romanzo di Corrado Alvaro, Alfa e Omega di Maria Milasi, Domenico Loddo; Elektra di Hugo von Hofmannsthal, Lunga Notte di Medea di Corrado Alvaro. È tra gli ideatori e direttori a Reggio Calabria del Globo Teatro Festival - Festival Internazionale di Teatro dove coinvolge diversi artisti di fama internazionale e giovani artisti professionisti.
È tra i fondatori della Ram Film, società di produzione cinematografica e del Pentedattilo Film Festival, Festival Internazionale di Cortometraggi realizzato presso il borgo di Pentedattilo. Qui incontra Vittorio De Seta divenendone aiuto regista per il cortometraggio Articolo 23 - Pentedattilo, prodotto nell’ambito del film collettivo All Human Rights For All. Nel 2011 dirige e interpreta il cortometraggio L’umanità Scalza (The Barefoot Humanity) con il quale ottiene diversi premi e viene selezionato in numerosi Festival tra i quali il Cinequest Film Festival e il Festival De Cine De Bogotà. Produce il film Gramsci 44, regia di Emiliano Barbucci, fotografia di Daniele Ciprì (in collaborazione con Sicilia Film Commission), con Peppino Mazzotta nel ruolo di Gramsci, in cui interpreta il ruolo di Amadeo Bordiga. Nel 2017 è regista e attore del cortometraggio Non Toccate Questa Casa (The Angry Men), selezionato in oltre 50 Festival Internazionali, ottenendo premi e riconoscimenti.

## Teatro
- Il malato Immaginario di Molière, regia Donatella Venuti (1997)

- La Giara di Luigi Pirandello, regia Walter Manfrè (1997)

- Glauco di Ettore Pensabene, regia Walter Manfrè (1997)

- La Disputa di Pierre de Marivaux, regia Franco Però, Alejandra Manini (1997)

- Il Burbero Benefico di Carlo Goldoni, regia Francesco Vadalà (1998)

- I Parenti Terribili di Jean Cocteau, regia Donatella Venuti (1998)

- Juan Palmieri Tupamaro di Antonio Larreta, regia Giuseppe Scarcella (1998)

- Le Epoche di Beniamino Joppolo, regia Donatella Venuti (1999)

- Upupa di Antonio Orfanò, regia Antonio Orfanò (2000)

- La Cerimonia[18] di Giuseppe Manfridi, regia Walter Manfrè (2000)

- Lisistrata di Aristofane, regia Mario Prosperi (2001)

- Processo a Gesù di Diego Fabbri, regia Americo Melchionda  (2002)

- Non c’è due senza Stress di Salvatore Scirè, regia Chiara Pavoni  (2002)

- Come Lui Mentì al Marito di Lei di George Bernard Shaw, regia Americo Melchionda (2002)

- Lamicaducori da Old Times di Harold Pinter, regia Donatella Venuti (2003)

- Un Curioso Accidente di Carlo Goldoni, regia Americo Melchionda (2004)

- Suor Agostina di Rodolfo Chirico, regia Roberto Guicciardini (2006)

- Mediterraneo da Giuseppe Tomasini di Lampedusa, regia Donatella Venuti (2006)

- Così è se vi pare di Luigi Pirandello, regia Walter Manfrè (2007)

- Cecè di Luigi Pirandello, regia Americo Melchionda (2008)

- L’Orso di Anton Čechov, regia Americo Melchionda (2008)

- Metamorfosi di Ovidio, regia Franco Marzocchi (2008)

- 1908 ore 5.20 Terremoto di Domenico Loddo, regia Americo Melchionda (2008/09)

- La Tragedia degli Alberti di Emanuele Milasi, regia Americo Melchionda (2009)

- Stabat Mater di Jacopone Da Todi regia Paolo Benvenuti (2010)

- La Nuova Patria di Katia Colica, regia Americo Melchionda (2011)

- Troiane di Euripide, regia Franco Marzocchi (2012)

- Lunga Notte di Medea[19] di Corrado Alvaro, regia Americo Melchionda (2015)

- Elettra di Hugo von Hofmannsthal, regia Americo Melchionda (2017/19)

- L’Uomo è forte[20] di M. Milasi, tratto dall’omonimo romanzo di Corrado Alvaro (2018)

- Antigone, il sogno della Farfalla[21] di Donatella Venuti da La tomba di Antigone di María Zambrano, regia Americo Melchionda (2018/19)

## Filmografia
- Il colloquio, regia Americo Melchionda (2003)
- Gap, regia Gianluca Piano (2003)
- Alla fermata di un Autobus, regia Italo Zeus (2003)
- Nere Donnole e Alberi Colorati, regia Emanuele Milasi (2005)
- 200 Punti, regia Stefano Cacciaguerra, Emanuele Milasi (2006)
- Canolo D'Aspromonte, regia Americo Melchionda (2007)
- Miki, regia di Americo Melchionda (2008)
- Spagna Frontiera D'Europa, regia di Americo Melchionda (2008)
- Articolo 23 - Pentedattilo, regia Vittorio De Seta (2008)
- Diciotto anni dopo, regia Edoardo Leo (2010)
- Fortino Lato Est, regia Ilaria Ciavattini (2011)
- L’umanità Scalza, regia Americo Melchionda (2011)
- Quel che Resta, regia Lazlo Barbo (2012)
- Il Miracolo[22], prodotto dalla Fondazione Ente dello Spettacolo, supervisione alla regia Fabio Mollo, Piero Messina (2015)

- Gramsci 44, regia Emiliano Barbucci (2016)

- Non Toccate Questa Casa, regia Americo Melchionda (2017)

## Videoclip
- Back In My Self, regia Emanuele Milasi (2012)

- Dave The Chair, regia Emiliano Barbucci (2018)

## Televisione
- 38 gradi, regia Americo Melchionda - cortometraggio per “Tutto in 48 ore” Rai 5 (2012)

- Amore Criminale, Rai 3 (2019)

- Premi e riconoscimenti
- New Renaissance Film Festival London Best International Actor[23]
- Paragon Film Festival Los Angeles Archiviato il 6 agosto 2020 in Internet Archive. Best Short Film[24]
- CinEuphoria Lisbona Premio Top de Curtas-Metragens
- Golden Dragonfly International Short Film Festival Honorable Mention Fiction Foreign Language Short Film
- Accolade Global Film Competition Award of Excellence: Best Actor[25]  Award of Merit: Special Mention Short Film[26]
- Portoviejo International Film Festival Best Fiction Short Film[27]
- Largo Film Award Best Director
- Certamen International de Cortometrajes “Ciudad de la Linea” Special Jury Prize
- San José International Film Awards  Special Jury Award[28]
- Los Angeles Movie Awards Honorable Mention[29]
- Shqip Film Festival Menzione Speciale della Giuria
- New York Filmmakers Festival Miglior Regia[30]
- Cinecittà Internet Film Festival 2003 Menzione Speciale - Cortometraggio Il Colloquio[31]